# Trichoniscoides machadoi
Trichoniscoides machadoi är en kräftdjursart som beskrevs av Albert Vandel 1945. Trichoniscoides machadoi ingår i släktet Trichoniscoides och familjen Trichoniscidae. Utöver nominatformen finns också underarten T. m. subterraneus.